# レイルリンク
レイルリンク (Rail Link、2003年3月26日 - 2022年5月20日) は、イギリスで生産、フランスで調教を受けたサラブレッドの競走馬、種牡馬。2006年の凱旋門賞、パリ大賞典などに優勝した。

## 戦績
レイルリンクは生産者であるハーリド・ビン・アブドゥッラー所有のもと、フランスのアンドレ・ファーブル調教師に預けられて競走馬となったが、デビューは遅く、2歳のうちは未出走で過ごした。3歳になり、2006年4月10日のサンクルー競馬場で行われたセントサイモン賞（未勝利戦・2100メートル）で初戦を迎えた。この初戦では、道中でレイルリンクの前肢が先行する馬の後肢にぶつかり、その衝撃で内ラチにぶつかって騎手を落としてしまい、競走中止という結果に終わっている。
翌5月にシャンティイ競馬場での2戦目で2着、3戦目となったグヴェルナン賞（サンクルー・未勝利戦）で、2着馬に2馬身差をつけての初勝利を飾った。続いてロンシャン競馬場のリス賞（G3）では、持ったままの楽な走りながらも、2着に2馬身差をつけて初の重賞勝ちを飾る。
初のG1出走となった7月14日のパリ大賞典では圧倒的1番人気に支持され、2着馬レッドロックスに2馬身差をつけて優勝、話題の一頭となった。このあと、約2ヶ月の間隔を空ける。
秋になると、まず凱旋門賞の前哨戦ニエル賞に出走し、2着のユームザインに半馬身差をつけて優勝、4連勝を記録した。この時点でレイルリンクは凱旋門賞の有力候補であったが、同じ厩舎のハリケーンランやシロッコ、日本から参戦したディープインパクトの下馬評が高く、多くのブックメーカーはレイルリンクをこの3頭に次ぐ存在としており、ロンシャン競馬場内の単勝オッズも25倍で4番人気だった。また、2戦目から騎乗していたクリストフ・スミヨンがシロッコに騎乗したため、ステファン・パスキエ騎乗で出走した。道中はディープインパクトをマークするように追走し、最後の直線では先に抜け出したディープインパクトを交わし、さらに最後方から追い込んできたプライドをクビ差で抑えて優勝、5連勝で凱旋門賞を制覇した。
この凱旋門賞を含む5連勝は高く評され、国際競馬統括機関連盟（IFHA）発表の「トップ50ワールドリーディングホース」においては127ポンドを与えられ、この時点ではバーナーディニなどと並んで世界最高位の競走成績と位置付けられた。2017年年初に発表された2016年の最終的なランキングではインヴァソール（129ポンド）ら3頭に上位を譲るものの、ディープインパクトらと並んで世界4位タイと評価された。また、レイルリンクの活躍により、父ダンシリは2006年のフランスリーディングサイアーの座を獲得している。
2007年春は骨折のために休養した。当初は9月16日のフォワ賞で復帰予定であったが、7月の時点で腱に故障が見つかったため回避、当年は競走に使わないと発表された。その後、7月末にこのまま引退すると発表、2008年から種牡馬として供用されることになった。

### 競走成績
| 出走日     | 競馬場     | 競走名           | 格 | 距離    | 着順 | 騎手             | 着差      | 1着（2着）馬  | 出典   |
| ---------- | ---------- | ---------------- | -- | ------- | ---- | ---------------- | --------- | ------------- | ------ |
| 2006.04.10 | サンクルー | セントサイモン賞 |    | 芝2100m | 中止 | J.ヴィクトワール |           | Sudan         | [ 3 ]  |
| 2006.05.10 | シャンティ | モンパニョット賞 |    | 芝2100m | 2着  | C.スミヨン       | 2馬身     | Lauro         | [ 4 ]  |
| 2006.05.29 | サンクルー | グヴェルナン賞   |    | 芝2100m | 1着  | C.スミヨン       | 2馬身     | (Spicy Wings) | [ 5 ]  |
| 2006.06.20 | ロンシャン | リス賞           | G3 | 芝2400m | 1着  | C.スミヨン       | 2 1/2馬身 | (Sudan)       | [ 6 ]  |
| 2006.07.14 | ロンシャン | パリ大賞典       | G1 | 芝2400m | 1着  | C.スミヨン       | 2馬身     | (Red Rocks)   | [ 8 ]  |
| 2006.09.10 | ロンシャン | ニエル賞         | G2 | 芝2400m | 1着  | C.スミヨン       | 1/2馬身   | (Youmzain)    | [ 9 ]  |
| 2006.10.01 | ロンシャン | 凱旋門賞         | G1 | 芝2400m | 1着  | S.パスキエ       | クビ      | （Pride）     | [ 11 ] |

## 種牡馬入り後
2008年よりバンステッドマナースタッドで種牡馬入りし、初年度の種付料は12500ポンドに設定された。しかし活躍馬は少なく、種付料は漸減、2013年・2014年時点での種付料は5000ポンドに設定されていた。2015年からはフランスのナショナル・ド・セルシー・ラ・トゥール牧場に移動。種付料は2800ユーロに下落した。2022年5月20日に心臓発作のため、死亡した。19歳没。

### 主な産駒
- 2009年産
  - Last Train（ラストレイン）- バルブヴィユ賞（仏G3）
  - Sediciosa（セディシオサ）- ロワイヨーモン賞（仏G3）
- 2010年産
  - Spillway（スピルウェイ） - オーストラリアンカップ（豪G1）、JRAプレート（豪G3）
- 2012年産
  - Epiculis（エピキュリス） - クリテリウムドサンクルー（仏G1）、コンデ賞（仏G3）

## 血統表
| レイルリンクの血統              | レイルリンクの血統                              | レイルリンクの血統                              | （血統表の出典）                                | （血統表の出典） |
| 父系                            | ダンジグ系                                      | ダンジグ系                                      | ダンジグ系                                      | [ § 2 ]          |
| 父 Dansili 1996 イギリス 鹿毛   | 父の父*デインヒル Danehil 1986 アメリカ 鹿毛    | Danzig 1977                                     | Northern Dancer                                 | Northern Dancer  |
| 父 Dansili 1996 イギリス 鹿毛   | 父の父*デインヒル Danehil 1986 アメリカ 鹿毛    | Danzig 1977                                     | Pas de Nom                                      |                  |
| 父 Dansili 1996 イギリス 鹿毛   | 父の父*デインヒル Danehil 1986 アメリカ 鹿毛    | Razyana 1981                                    | His Majesty                                     | His Majesty      |
| 父 Dansili 1996 イギリス 鹿毛   | 父の父*デインヒル Danehil 1986 アメリカ 鹿毛    | Razyana 1981                                    | Spring Adieu                                    |                  |
| 父 Dansili 1996 イギリス 鹿毛   | 父の母Hasili 1991 アイルランド 鹿毛             | Kahyasi 1985                                    | *イルドブルボン                                 | *イルドブルボン  |
| 父 Dansili 1996 イギリス 鹿毛   | 父の母Hasili 1991 アイルランド 鹿毛             | Kahyasi 1985                                    | Kadissya                                        |                  |
| 父 Dansili 1996 イギリス 鹿毛   | 父の母Hasili 1991 アイルランド 鹿毛             | Kerali 1984                                     | High Line                                       | High Line        |
| 父 Dansili 1996 イギリス 鹿毛   | 父の母Hasili 1991 アイルランド 鹿毛             | Kerali 1984                                     | Sookera                                         |                  |
| 母 Docklands 1989 アメリカ 鹿毛 | 母の父Theatrical 1982 アメリカ 鹿毛             | Nureyev 1977                                    | Northern Dancer                                 | Northern Dancer  |
| 母 Docklands 1989 アメリカ 鹿毛 | 母の父Theatrical 1982 アメリカ 鹿毛             | Nureyev 1977                                    | Special                                         |                  |
| 母 Docklands 1989 アメリカ 鹿毛 | 母の父Theatrical 1982 アメリカ 鹿毛             | *ツリーオブノレッジ Tree of Knowledge 1977      | Sassafras                                       | Sassafras        |
| 母 Docklands 1989 アメリカ 鹿毛 | 母の父Theatrical 1982 アメリカ 鹿毛             | *ツリーオブノレッジ Tree of Knowledge 1977      | Sensibility                                     |                  |
| 母 Docklands 1989 アメリカ 鹿毛 | 母の母Dockage 1984 カナダ 黒鹿毛                | Riverman 1969                                   | Never Bend                                      | Never Bend       |
| 母 Docklands 1989 アメリカ 鹿毛 | 母の母Dockage 1984 カナダ 黒鹿毛                | Riverman 1969                                   | River Lady                                      |                  |
| 母 Docklands 1989 アメリカ 鹿毛 | 母の母Dockage 1984 カナダ 黒鹿毛                | Golden Alibi 1978                               | *エンペリー                                     | *エンペリー      |
| 母 Docklands 1989 アメリカ 鹿毛 | 母の母Dockage 1984 カナダ 黒鹿毛                | Golden Alibi 1978                               | Charming Alibi F-No.13-c                        |                  |
| 母系(F-No.)                     | (FN:13-c)                                       | (FN:13-c)                                       | (FN:13-c)                                       | [ § 3 ]          |
| 5代内の近親交配                 | Northern Dancer 4×4=12.50%、Natalma 5×5×5=9.38% | Northern Dancer 4×4=12.50%、Natalma 5×5×5=9.38% | Northern Dancer 4×4=12.50%、Natalma 5×5×5=9.38% | [ § 4 ]          |
| 出典                            | 1. 2. 3. 4.                                     | 1. 2. 3. 4.                                     | 1. 2. 3. 4.                                     | 1. 2. 3. 4.      |

### 血統背景
父ダンシリ (Dansili) はデインヒルの直仔。現役時代に14戦5勝し、プール・デッセ・デ・プーラン2着などマイル路線で活躍した（詳細は同馬の項目参照）。母ドックランズ (Docklands) はシアトリカル産駒。半兄のチェルシーマナー (Chelsea Manor) はフランスのG3を勝っている。半姉のテキスタイルは、新冠町の川上牧場で繁殖牝馬として繋養されている。曾祖母のGolden Alibiは名牝ダリアの半妹にあたる。